# Jacques Pelletier du Mans

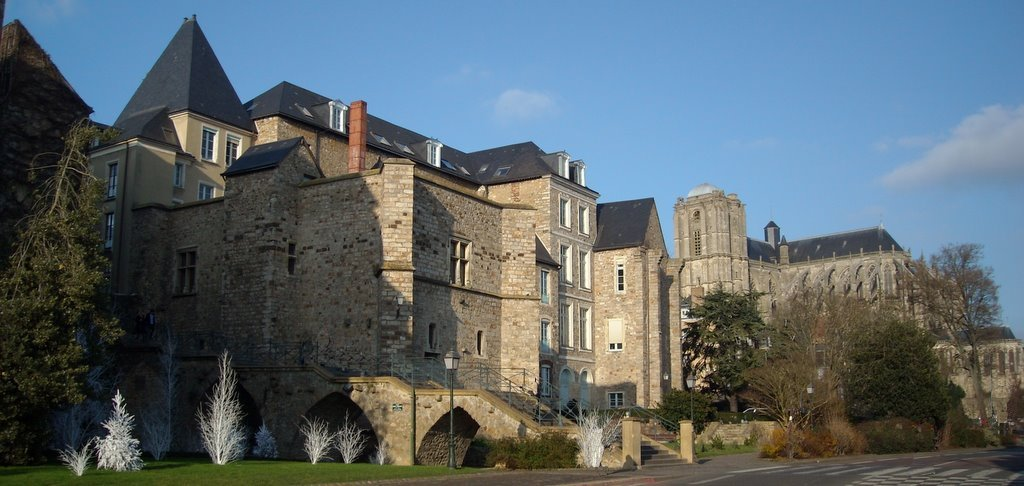
Los Jardines Jacques-Pelletier en Le Mans

Jacques Peletier du Mans, o Pelletier, nacido en Le Mans en 1517 y muerto en París en 1582, fue un matemático, médico, gramático y poeta humanista francés. Formó parte de La Pléyade.
Fue uno de los primeros junto a Guillaume Gosselin en utilizar las letras en álgebra para resolver sistemas de ecuaciones lineales. Su sistema de notación y su exigencia de fundar de manera abstracta las matemáticas hacen de este autor un precursor inmediato de François Viète.

## Biografía

### Formación

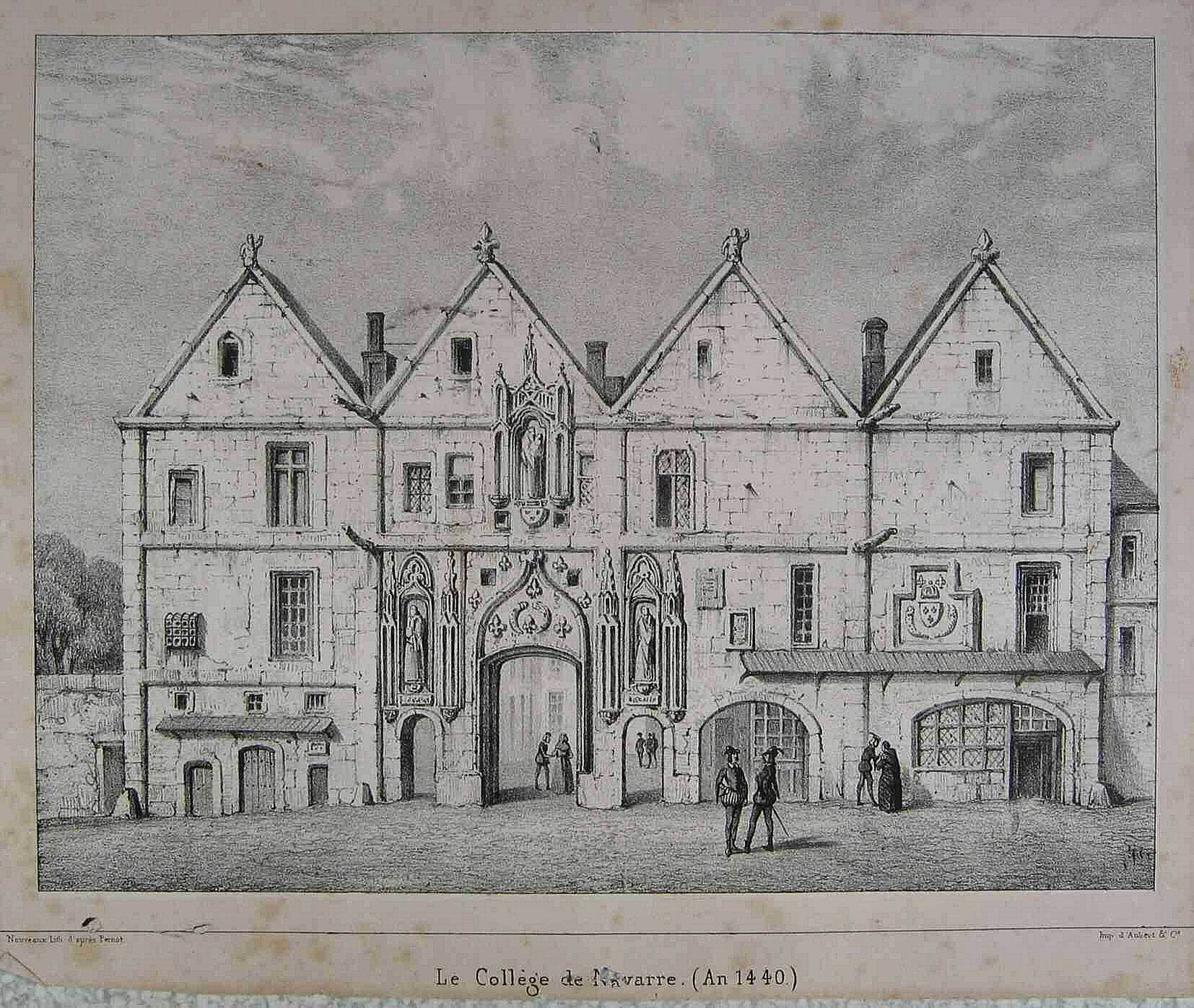
Colegio de Navarra de París en 1440

Jacques Peletier nació en el seno de una familia numerosa (siendo el noveno de quince hijos que tuvieron el abogado Pierre Pelletier y Jeanne le Royer); su padre, apasionado de la astrología anotó la hora de su nacimiento, a las cuatro de la mañana.  Pelletier padre, abogado del Senescal del Maine y Bailío de Touvoie, empleado de la sede episcopal, dirige a su hijo hacia los estudios de teología y derecho, pero tras su encuentro con el médico y astrólogo Jean de L'Espine, amigo de la familia, nace en él el amor por las ciencias. En esta misma época surge también su interés por la ortografía y la gramática.
Hacia los trece años viaja a París y estudia filosofía en el Colegio de Navarra, donde su hermano Jean (nueve años mayor que él) es profesor de matemáticas y filosofía y su condiscípulo es Pierre de la Ramée . Pelletier también estudia matemáticas y medicina de forma autodidacta. Al volver a Le Mans, ejerció derecho durante cinco años (alrededor de 1538, probablemente gracias a la ayuda de su hermano Victor. Poco después aprendió griego, lengua que no se enseñaba en el Colegio de Navarra.
Frecuentó el círculo literario de Margarita de Navarra y en 1539 se convirtió en secretario del obispo de Le Mans René du Bellay (primo del padre del poeta Joachim du Bellay).  Alrededor de 1541 se empezó a plantear realizar reformas ortográficas. Tradujo el Arte Poética de Horacio al francés. A partir de este momento comienza a defender el uso de la lengua vernácula gracias a la ayuda de sus amigos Pierre de Ronsard y Joachim Du Bellay. Junto a ellos y otros poetas, Pelletier forma parte del grupo de siete poetas llamado La Pléyade.

### Colegio de Bayeux

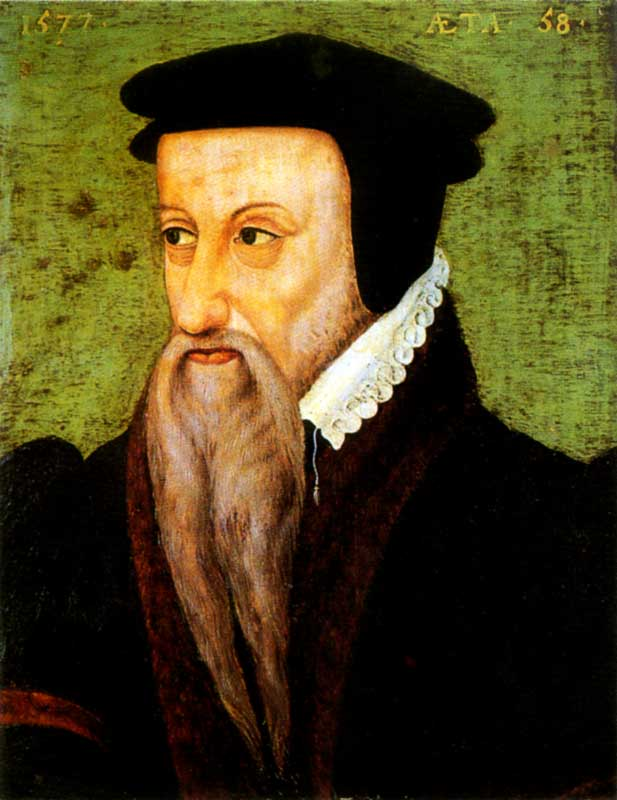
Théodore de Bèze (1519-1605)

En 1543 es nombrado rector del Colegio de Bayeux en París. En 1545, publica su traducción del Arte poético de Horacio. En 1546 se reúne con Ronsard y Du Bellay y expone preferir la oda al soneto. Un año más tarde pronunció una oración fúnebre para Enrique VIII de Inglaterra y publicó sus primeras Obras poéticas que comprendían traducciones de los dos primeros cánticos de la Odisea de Homero y de las Geórgicas de Virgilio, además de doce sonetos de Petrarca, tres odas de Horacio y un epigrama al estilo de Marcial. Además, incluyó igualmente los primeros poemas publicados de Du Bellay y Ronsard.
Frecuentó un grupo de humanistas formado por Théodore de Bèze, Jean Martin, et Denis Sauvage, aunque tuvo problemas con el primero por enfrentarse a él sobre la reforma de la ortografía. Esta reforma, nacida de la pluma de un "anónimo" d'Abbeville, y retomada en 1542 por Louis Meigret y sus sucesores, Guillaume des Autels, Pelletier du Mans, Ramus y Honoré Rambaud  encontró una fuerte oposición por parte de Théodore de Bèze y un gran número de "conservadores".

### Primeros viajes: de la aritmética a la ortografía
En 1547 Jacques Peletier abandonó su cargo como rector, que él juzgaba aburrido, para viajar y terminar sus estudios de medicina entre 1549 y 1552. Sufre una crisis de disentería a tiempo de obtener su licenciatura como médico. Visita Burdeos, Poitiers, Lyon y Bâle ganándose la vida como médico y profesor de matemáticas. En 1549 publica su propia Aritmética (uno de los primeros libros de este género escritos en francés) y en 1554 una Álgebra donde desarrolla las ideas de Michael Stifel.
En 1550 pide finalmente de forma abierta una profunda reforma de la ortografía en su Diálogo de la ortografía y pronunciación francesa (original: Dialogue de l'ortografe et prononciation françoese). Anima a enseñar las ciencias en un francés reformado. Su tentativa por reformar la ortografía choca con el deseo renacentista de basar el vocabulario del francés en sus raíces latinas. Durante los años que él pasa entre Burdeos, Poitiers y el Piamonte (alrededor del 1554], Pelletier preconiza una reforma ortográfica fonética utilizando nuevos signos tipográficos que siguió usando en todas las obras que publicó posteriormente. De esta época viene también la confusión con su nombre, ya que aunque su reforma obligaba a escribir su apellido  « Peletier », los lectores no conformes con estas nuevas reglas siguieron escribiendo « Pelletier », de ahí que en la actualidad ambas grafías sean válidas.

### Lyon y el arte poética

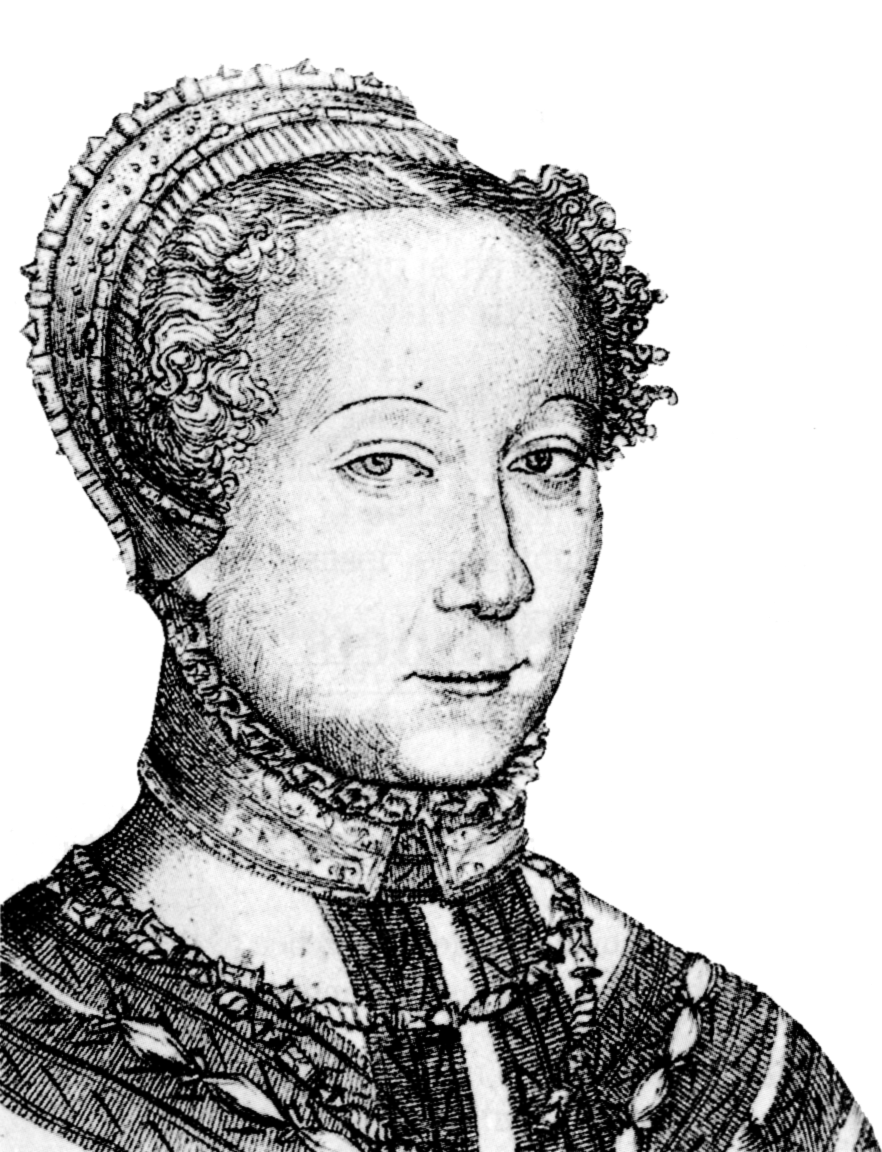
Louise Labé (1524-1566)

Entre 1553 et 1557, Peletier se instala en Lyon donde entabla amistad con humanistas como Maurice Scève, Louise Labé, Olivier de Magny y Pontus de Tyard. Publicando en latín, Peletier volvió a la poesía con L’amour des amours (1555) que homenajea al poeta Lucrecio. Este nuevo poemario, compuesto por una serie de sonetos y poesías enciclopédicas describiendo meteoritos, planetas y cielos, influenció a los poetas Guillaume du Bartas y Jean Antoine de Baïf. Trufado de numerosas aliteraciones y ricas rimas le acercan más a los grandes retóricos que a los otros poetas de la Pléyade. Es el primer conjunto poético de Peletier escrito a partir de la ortografía reformada.
Este mismo año lleva a la imprenta de Jean de Tournes, a cuyo hijo de catorce años enseña geometría, su Arte poético francés. Es aquí donde conoce a Louise Labé. En este manual de composición poética, Peletier subray que la poesía le propone una verdadera « recreación » y es a la vez un « ejercicio de una muy dulce locura ». En esta obra pretende definir los diferentes géneros poéticos de su tiempo y la actitud que los poetas deben tener. Tiene en particular el « proyecto de poder aplicar en ella las cosas naturales, la Cosmografía, Astrología y otras cosas dignas de los más limpios y graves oídos».

### Últimos viajes: de los elementos de Euclides a la peste
En 1557, Jacques Peletier vuelve a París y se ocupa de la medicina y las matemáticas. Publica sus elementos de Euclides Euclidis elementa demonstrationum  (1557), tratado criticado por Jean Borrel et Christopher Clavius. En este tratado, Peletier niega que el ángulo de contacto sea una magnitud infinitamente pequeña y considera que no existe como cantidad. Esta hipótesis es también apoyada por Henri de Monantheuil. Para él, las matemáticas deben partir de postulados y convenciones; la verdad surge a partir de dudas y tanteos que, lejos de conducir a la confusión, permiten llegar a ella.
En 1558 imprime un solemne discurso en latín apelando a la paz entre Enrique II y Carlos Quinto.

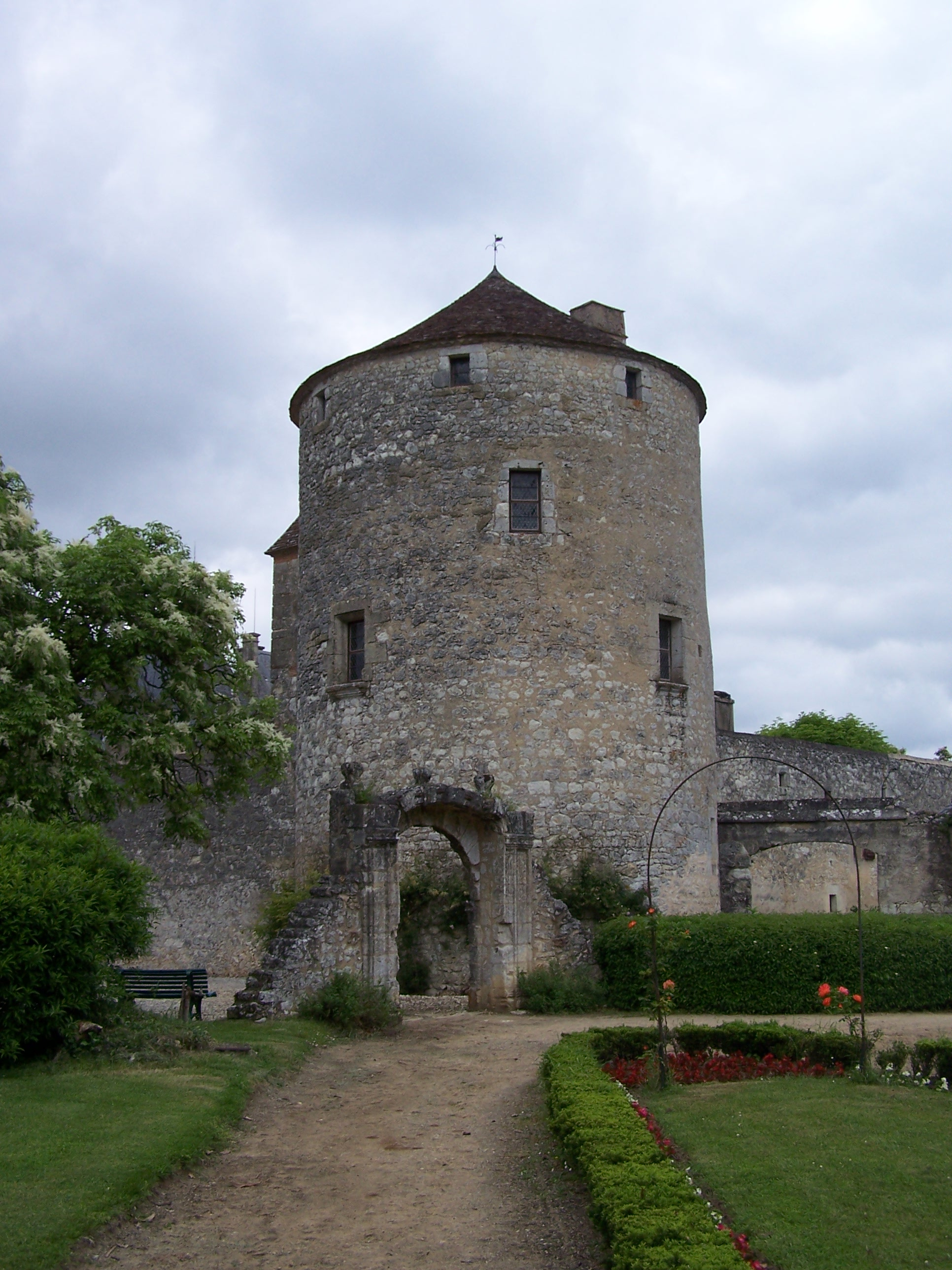
la torre de Michel de Montaigne a la que Jacques Pelletier ofreció un talismán

Peletier pasa los últimos años de su vida viajando por Saboya, Alemania, Suiza o Bâle, donde editó Jacobi Peletarii Medici et Mathematici, De Peste compendium (una refutación de Galeno sobre la peste)  y De Constitutione Horoscopi entre 1562 y 1563. También viajó a Italia y diversas regiones de Francia. Publicó numerosas obras en latín sobre álgebra, geometría, matemáticas y medicina.
En 1572 fue brevemente director de la Universidad de Aquitania (Burdeos), pero dimitió. Sin embargo, las guerras de religión le retuvieron en esta región. En 1579 es nombrado en Poitiers como profesor de matemáticas en la Universidad, pero en octubre regresó a París. Polemizando con Bressius este le critica por su edad y su pobreza, pero sobre todo por su ignorancia del griego y su pertenencia a la religión reformada; sin embargo Peletier fue nombrado director del Colegio de Le Mans.
En 1581 publica su último conjunto de poemas Louanges. Rodeado de amigos protestantes y de protectores que se inclinaban hacia la Reforma, él nunca se desvió de la fe de sus padres. A su muerte, fue remplazado por Jean Dorat en la Pléyade.
Jacques Peletier cayó en el olvido a partir del siglo XVII, pero recuperó su importancia a raíz de la reimpresión de sus obras en 1904.

## Un innovador

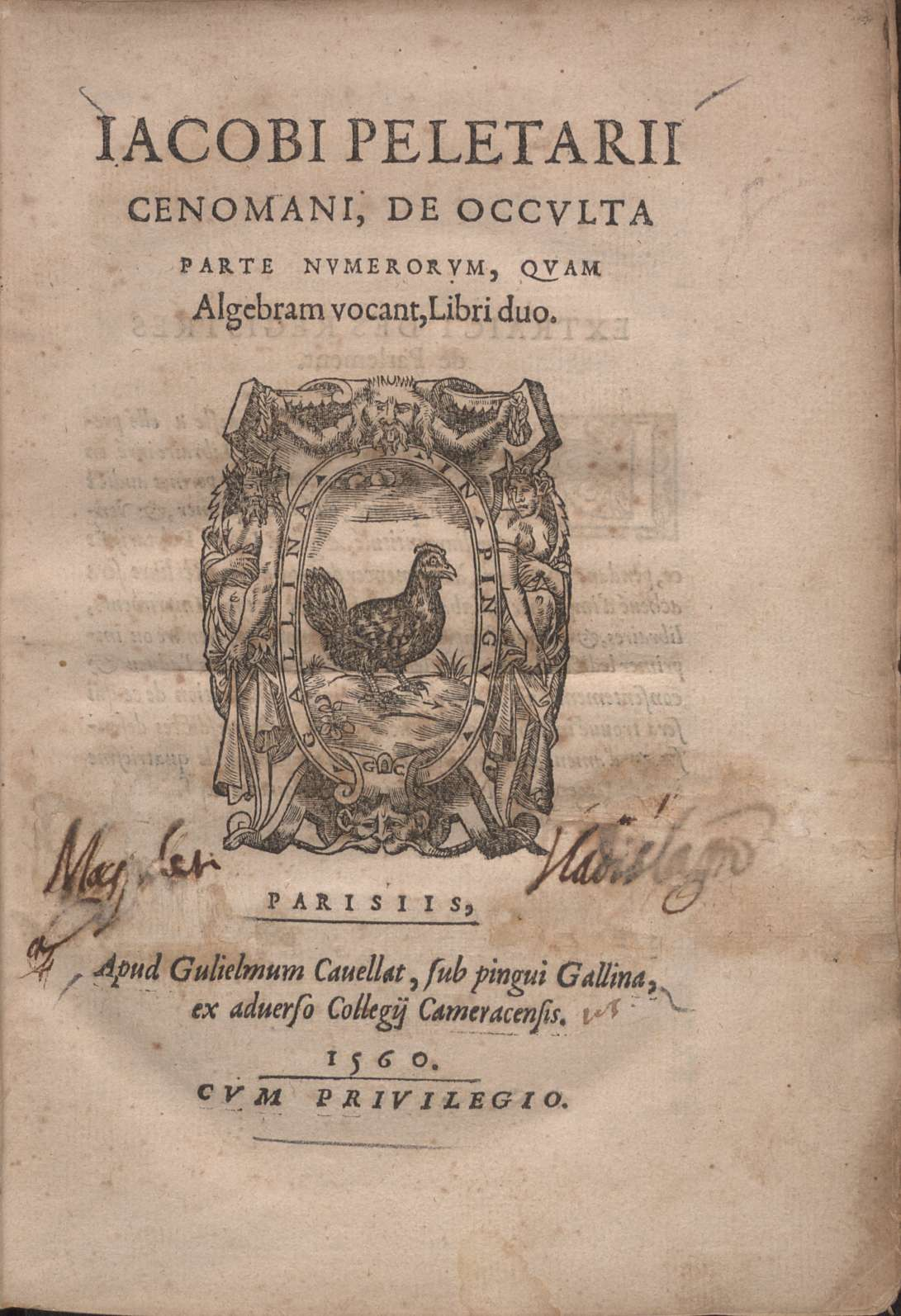
De occulta parte numerorum, quam algebram vocant, 1560

### Poeta y matemático
Su poesía se deja a menudo enturbiar por un ritmo matemático y la relación entre los significados más que por su sonido. Su divisa es «Menos y Mejor». En su libro álgebra de 1554 publica numerosos ejemplos de escritura matemática en una lengua de ortografía reformada.

### La numeración de Peletier
A la vez que mantenía el sistema original de Nicolas Chuquet, propuso nombres para los números intermedios, cuando el agrupamiento de seis cifras migró hacia el agrupamiento moderno de tres cifras. (Los números hexadecimales deberían unirse en grupos de cinco cifras. El bus interno moderno de 64 bits puede grabar 264 ou F FFFFF FFFFF FFFFF unidades y el cero. Dieciséis trillones de unidades hexadecimales). Así creó, junto a las denominaciones en illones que ya existían, las que terminaban en illardos. Esta convención se utiliza en todo el mundo, salvo los países anglófonos, Brasil, Grecia, Turquía, Rusia y Puerto Rico.

| El sistema Chuquet-Pelletier |              |               |            |         |          |
| Base 10                      | Sistemáticos | Chuquet       | Pelletier  | Base 16 | Prefijo  |
| 10 0                         | Millón 0     | unidad        | unidad     | 16 0    | [unidad] |
| 10 3                         | Millón 0,5   | mil           | mil        | 16 2,5  | Kilo     |
| 10 6                         | Millón 1     | millón        | Millón     | 16 5    | Mega     |
| 10 9                         | Millón 1,5   | mil millones  | Millardo   | 16 7,5  | Giga     |
| 10 12                        | Millón 2     | Billón        | Billón     | 16 10   | Tera     |
| 10 15                        | Millón 2,5   | mil billones  | Billardo   | 16 12,5 | Peta     |
| 10 18                        | Millón 3     | Trillón       | Trillón    | 16 15   | Exa      |
| 10 21                        | Millón 3,5   | mil trillones | Trillardo  | 16 17,5 | Zeta     |
| 10 24                        | Millón 4     | Cuatrillón    | Cuatrillón | 16 20   | Iota     |